# Atterup Overdrev
Atterup Overdrev er en lille bebyggelse på ca. 20 huse på Sydsjælland mellem Atterup og Karise i Øster Egede Sogn i Faxe Kommune i Region Sjælland.
Husene var tidligere primært husmandssteder og mindre gårde. Atterup Overdrev havde tidligere egen skole, som nu er beboelseshus. Indtil 1970'erne havde Atterup Overdrev egen mølle, som nu er revet ned. Atterup Overdrev har et aktivt og velfungerende forsamlingshus. Atterup Overdrev grænser op mod Atterup Skov, som samtidig udgør grænsen til selve Atterup.
|  | Denne artikel om lokaliteten Atterup Overdrev kan blive bedre, hvis der indsættes et (bedre) billede. Du kan hjælpe ved at afsøge Wikimedia Commons for et passende billede eller lægge et op på Wikimedia Commons med en af de tilladte licenser og indsætte det i artiklen. |

55°18′12.25″N 12°7′27.37″Ø / 55.3034028°N 12.1242694°Ø